# Evgeny Sklyanin
Evgeny Sklyanin (em russo:  Евгений Константинович Склянин; Leningrado, 24 de maio de 1955) é um físico matemático russo.
Ele é conhecido por ter desenvolvido o método do espalhamento quântico inverso juntamente com Faddeev e Takhatajan. Evgeny Sklyanin deu profundas contribuições para os campos da integrabilidade clássica e quântica, dentre estes a introdução de outras técnicas Bethe Ansatz como o funcional Bethe ansatz assim como métodos que abrangem ambos os limites clássicos e quânticos o método SOV e uma interessante conexão entre o contexto clássico e quântico o qual se desenvolveu no fim da decáda de 90 com Vadim Kuznetsov que são as transformações de Backlund e a construção do Q-operador o qual se remete a parte quântica ao método introduzido por Rodney Baxter ao resolver o modelo de 8 vértices. 
Atualmente E. Sklyanin trabalha no departamento de matemática da Universidade de York na Inglaterra.